# Bessay
Bessay je francouzská obec v departementu Vendée v Pays de la Loire.